# 4825 Ventura
4825 Ventura је астероид главног астероидног појаса чија средња удаљеност од Сунца износи 2,250 астрономских јединица (АЈ).
Апсолутна магнитуда астероида је 14,1.